# M.ill.ion
M.ill.ion – szwedzki zespół rockowy i metalowy, założony w 1989 roku.

## Historia
W 1988 roku basista B.J. Laneby był widzem Monsters of Rock, gdzie zawarł znajomość z muzykami z Iron Maiden. Po powrocie do Szwecji postanowił założyć nowy zespół muzyczny. Do Laneby'ego dołączyli gitarzysta CT Rohdell oraz wokalista Hans Dalzon, po czym muzycy przenieśli się do Göteborga, gdzie skompletowali skład. Muzycy nagrali pierwsze demo, jednak uznali warunki zainteresowanych wytwórni za nieakceptowalne. Następnie nagrano drugie demo. Jesienią 1990 roku zespół został zaproszony do ogólnoszwedzkiego programu telewizyjnego, po czym podpisał kontrakt płytowy i w 1991 roku wyjechał do Danii, aby nagrać materiał na pierwszy album. Debiutancki album ukazał się rok później i był zatytułowany No. 1. Zespół grał na nim muzykę w stylu AOR, a wydawnictwo to okazało się szczególnie popularne w Japonii. Drugi album pt. We, Ourselves & Us ukazał się w 1994 roku, a trzeci – Electric – w roku 1998.
Na albumie Detonator zespół po raz pierwszy nie wystąpił w oryginalnym składzie. Pochodząca z niego piosenka „Showstopper” pojawiła się w grze komputerowej NHL 2003. Zespół nagrał następnie jeszcze trzy albumy studyjne. W 2014 roku z powody poważnej infekcji bakteryjnej Laneby'ego oraz chęci tworzenia muzyki w innym stylu zespół został rozwiązany. W 2020 roku zespół ponownie się zjednoczył z czterema oryginalnymi członkami, a także z nowym perkusistą Magnusem Rohdellem i nowym gitarzystą Henrikem Anderssonem. Rok później ukazał się nowy album pt. Back on Track.

## Skład zespołu

### Obecny
- Hans Dalzon – wokal
- CT Rohdell – gitary
- Henrik Andersson – gitary
- B.J Laneby – gitara basowa
- Marcus Berglund – instrumenty klawiszowe
- Magnus Rohdell – perkusja

### Dawni członkowie
- Roland Christoffersson – perkusja	(1989–1997)
- Markus Ydkvist – instrumenty klawiszowe (1989–1997)
- Stefan Wetterlind – gitary (1989–2000)
- Mikael Böhnke – instrumenty klawiszowe (1998–2001)
- Per Westergren – perkusja (1998–2012)
- Jonas Hermansson – gitary (1999–2008)
- Ulrich Carlsson – wokal (1999–2014)
- Johan Bergquist – instrumenty klawiszowe (2002–2009)
- Staffan Österlind – gitary (2008–2009)
- Andreas Grövle – gitary (2009–2014)
- Angelo Modafferi – instrumenty klawiszowe (2009–2014)
- Johan Häll – perkusja (2012–2014)

## Dyskografia
- No. 1 (1992)
- We, Ourselves & Us (1994)
- Electric (1998)
- Detonator (2001)
- Get Millionized! (kompilacja, 2001)
- The First Two M.ill.ion (kompilacja, 2002)
- Kingsize (2004)
- 1991–2006 – The Best, So Far (kompilacja, 2006)
- Thrill of the Chase (2008)
- Sane & Insanity (2011)
- Back on Track (2021)